# Novodamus supernus
Novodamus supernus är en spindelart som beskrevs av Harvey 1995. Novodamus supernus ingår i släktet Novodamus och familjen Nicodamidae.
Artens utbredningsområde är New South Wales. Inga underarter finns listade i Catalogue of Life.